# Залевки
Зале́вки — село в Україні, у Черкаському районі Черкаської області, у складі Степанківської сільської громади. У селі за даними перепису 2001 року мешкала 591 особа.

## Історія
Залевки — від польського «залив», розлив (ріки), повінь, заплава, зливні луки, низовина, що заливається під час повені. За іншою версією місцина, заселена тими, хто тікав за «левки», тобто за межі фортеці. Фортеця знаходилась у північно-східній частині Сміли (у районі строго польського цвинтаря), на крутому березі р. Тясмин.
У 5-4 ст. до н. е. у басейні Тясмина склався власний бронзоливарний центр для виробництва знарядь праці, побуту, прикрас. Інтенсивно розвивалося залізоробне ремесло.
Під час розкопок поблизу с. Залевки знайдено цінні вироби. Це бронзові вудила, широкий фігурний браслет, грузило, позолочені трапецієподібні підвіски, злиток бронзи, кілька намистин зі склоподібної маси та інше. Зокрема, поблизу с. Залевки знайдено дві масивні гривни, браслети, сережки та два мечі.
Станом на 1885 рік у колишньому власницькому селі Сунківської волості Черкаського повіту Київської губернії мешкало 1268 осіб, налічувалось 212 дворових господарств, існували православна церква, школа, постоялий будинок, 8 вітряних млини.
У 1927 році на базі товариства спільного обробітку землі (ТСОЗу) засновано сільськогосподарську артіль «Незаможник», яку в 1934 році перейменовано у колгосп ім. Кірова.
У голодні 1932—1933 роки смертність населення села Залевки склала 406 осіб.
Смілянщина дала Батьківщині 14 Героїв Радянського Союзу. Серед них житель с. Залевки Никанор Корнійович Ткаченко. Повним кавалером ордена Слави став уродженець села Михайло Трохимович Дорошенко.
За мужність і відвагу в боях з німецькою армією орденами та медалями відзначено 99 жителів села Залевки.
У 1959 році колгосп ім. Кірова приєднався до колгоспу ім. Леніна села Сунки. У січні 1989 року відновлено самостійну роботу колгоспу ім. Кірова.
На сьогодні у селі газифіковано 73 оселі. Із сільськогосподарських підприємств найбільше — СТОВ «Смілянський агро союз» (створене у 2004 році).
Працює фермерське господарство «Борисфен», малі підприємства «Рампа», «Кобзар». Здійснюють свою діяльність приватні підприємці: С. В. Чорнобривець, О. Б. Нечуйвітер, В. З. Бойко, В. В. Пак.
У селі функціонують: загальноосвітня школа І ступеня, дошкільний навчальний заклад, фельдшерсько-акушерський пункт, сільський клуб, поштове відділення зв'язку, магазини Смілянського Райся та приватного підприємця.
У липні 2020 року відбулось закладання наріжного каменю нового храму ПЦУ. Єпископ Афанасій (Шкурупій) освятив початок будівництва.

## Населення
За переписом 1897 року кількість мешканців зросла до 1669 осіб (810 чоловічої статі та 859 — жіночої), з яких 1662 — православної віри.

### Мовний склад
Рідна мова населення за даними перепису 2001 року:
| Мова       | Чисельність, осіб | Доля     |
| ---------- | ----------------- | -------- |
| Українська | 552               | 93,40 %  |
| Російська  | 36                | 6,09 %   |
| Інше       | 3                 | 0,51 %   |
| Разом      | 591               | 100,00 % |

## Відомі люди
- Ткаченко Никанор Корнійович (нар. 1912 — † 1944) — Герой Радянського Союзу.